# SS America II
SS America – amerykański turbinowy statek pasażerski armatora United States Lines (USL).
Linie USL miały przed wojną dwa starsze liniowce: „President Roosevelt” i „President Harding” (oba z roku 1922, 14 127 BRT, prędkość 18 w.) oraz dwa nowsze: „Manhattan” (1932, 24 289 BRT, 20 w.) i „Washington” (1933, 24 289 BRT, 20 w.); wszystkie obsługiwały linię Nowy Jork – Hamburg. Od września 1939 roku – wobec ogłoszenia neutralności przez Stany Zjednoczone – rejsy do Wielkiej Brytanii, Francji i Niemiec zostały wstrzymane, a oba nowsze liniowce zaczęły kursować do Genui. Jednak 10 czerwca 1940 roku Włochy przystąpiły do wojny i kierunek europejski przestał istnieć.
Tymczasem na krótko przed wybuchem wojny w Europie USL zamówiły w stoczni w Newport News (Wirginia) nowy liniowiec, który miał się stać następcą poniemieckiego „Leviathana”, największego, lecz już wysłużonego amerykańskiego statku pasażerskiego.

## Historia i rejsy

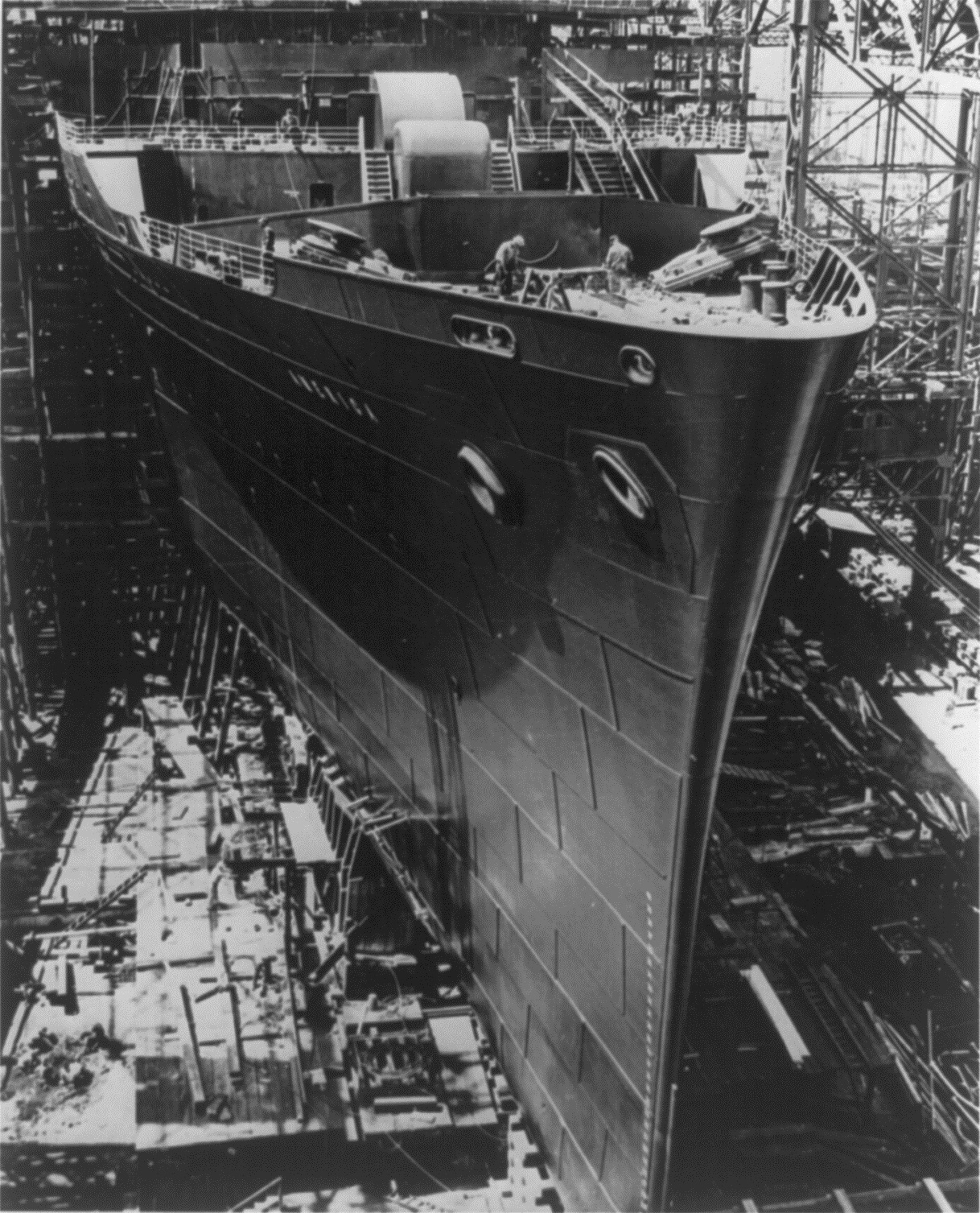
Budowa SS America

Dwuśrubowy turbinowiec, unowocześniona wersja SS „Manhattan”, został zwodowany 31 sierpnia 1939 w stoczni Newport News Shipbuilding, a oddany do eksploatacji rok później. Zewnętrzna koncepcja konstrukcyjna statku nawiązywała wyglądem do konserwatywnych rozwiązań lat dwudziestych propagujących wysokie kominy, rozwiązania techniczne stały już jednak na poziomie lat czterdziestych. Był statkiem kosztownym (koszty budowy wyniosły 17,5 miliona USD = 293,5 mln w roku 2015), a nawet luksusowym, przeznaczonym dla zamożnych pasażerów.
Statek miał długi ciąg pomieszczeń dziennych z wielkim salonem wysokości dwóch kondygnacji, salę balową, dużą palarnię, kilka barów, bibliotekę i sklepy (wszystkie pomieszczenia ogólnodostępne zostały udekorowane pracami ówczesnych amerykańskich artystów z Dorothy Marckwald na czele). „America” miała 1050 miejsc pasażerskich, z czego 516 w I klasie, 371 w klasie kabinowej i 163 w klasie III.
Ze względu na wybuch wojny w Europie statek był wykorzystywany w latach 1940–1941 jako wycieczkowiec. Po japońskim ataku na Pearl Harbor został przebudowany na transportowiec wojskowy i przeznaczony do transportu wojsk alianckich pod nową nazwą „West Point” z burtową sygnaturą taktyczną United States Navy „AP23” (w sumie statek przewiózł ponad pół miliona żołnierzy).
14 listopada 1946 przebudowany statek (pojemność wzrosła do 33 961 BRT) powrócił do żeglugi liniowej na trasie Nowy Jork – Hawr – Southampton – Brema, którą obsługiwał – wspólnie z nowym liniowcem SS „United States” ze średnią prędkością 24,5 węzłów do roku 1963. W roku 1964 został sprzedany greckiemu armatorowi D. Chandrisowi i przechrzczony na „SS Australis” (rejsy wyłącznie wycieczkowe jako jednoklasowiec o 2300 miejscach pasażerskich).

## Wrak

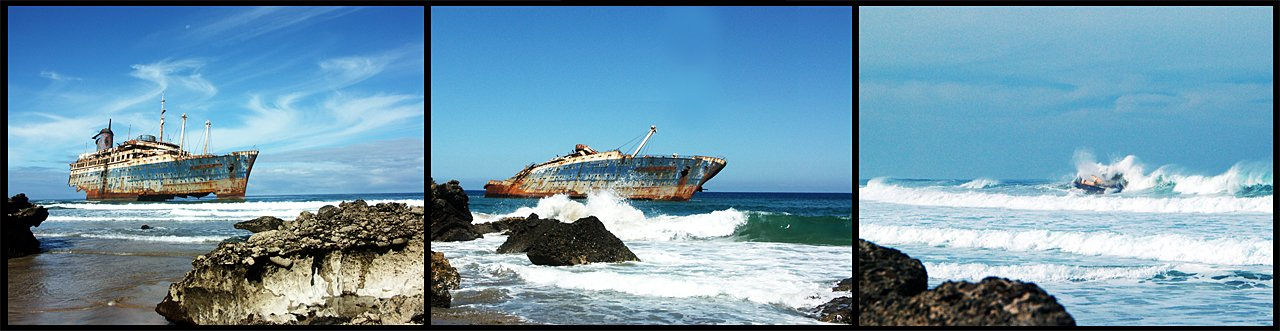
Etapy pochłaniania SS „America” („American Star”) przez ocean

Statek został ponownie sprzedany w 1994 roku z przeznaczeniem na hotel lub więzienie w Tajlandii. Zmieniono nazwę statku na „American Star” i przy pomocy ukraińskiego holownika rozpoczęto holowanie kadłuba z Grecji do Phuket. Podczas sztormu na Atlantyku nastąpiło zerwanie liny holowniczej. Próby jej ponownego podłączenia nie powiodły się i 17 stycznia 1994 szkieletowa załoga została ewakuowana przez śmigłowiec. „American Star” osiadł na plaży Garcey na zachodnim wybrzeżu Fuerteventury (Wyspy Kanaryjskie) 28°20′45,9″N 14°10′49,6″W/28,346083 -14,180444. Po jakimś czasie część rufowa oderwała się od dziobowej, odpłynęła w głąb oceanu i zatonęła.
Część dziobowa przewróciła się w 2005 roku. Jesienią 2007 roku z wody wystawały już jedynie niewielkie fragmenty burty. Obecnie wrak znajduje się całkowicie pod wodą.